# Свердловское музыкальное училище имени П. И. Чайковского
Свердловское музыкальное училище имени П. И. Чайковского — российское средне-специальное музыкальное учебное заведение, расположенное в Екатеринбурге.

## История
В 1870-х годах в Екатеринбурге начинает действовать музыкальный кружок, объединивший музыкантов-любителей города.
В 1900 году — на улице Клубной (ныне Первомайская) директор Екатеринбургского отделения Сибирского банка И. З. Маклецкий строит по проекту архитектора Ю. О. Дютеля специальное здание с концертным залом для спектаклей и выступлений музыкального кружка.
В 1912 году здание, известное как «Концертный зал Маклецкого», выкупает владелец Сысертских заводов, известный меценат Д. П. Соломирский и преподносит его в дар созданному на основе музыкального кружка Екатеринбургскому отделению Императорского Русского музыкального общества (ИРМО). 3 августа 1912 года при ИРМО открываются музыкальные классы, положившие начало всему музыкальному образованию на Урале. В 1913 году в музыкальных классах, которые возглавляет воспитанник Петербургской консерватории В. С. Цветиков, открыты три отделения: фортепианное, отделения сольного и хорового пения, игры на духовых и струнных инструментах.
16 октября 1916 года по решению Главной дирекции ИРМО музыкальные классы преобразованы в музыкальное училище. Первым руководителем училища стал пианист Б. М. Лазарев, ученик и зять Александра Зилоти.
10 октября 1931 года по инициативе М. П. Фролова при училище была открыта Детская музыкальная школа, в этом же году ставшая самостоятельным образовательным учреждением.
С 1 июля 1942 года по март 1944 года училище было частью Свердловской консерватории. Руководитель училища одновременно являлся заместитель директора консерватории по музыкальному училищу.

### Наименования
- 1912—1916 — Музыкальные классы Екатеринбургского отделения ИРМО
- 1916—1919 — Екатеринбургское музыкальное училище
- 1919—1922 — Государственная музыкальная школа II-й ступени
- 1922—1923 — Екатеринбургский губернский музыкальный техникум
- 1923—1936 — Уральский областной музыкальный техникум. В 1928 году учебному заведению присвоено имя Петра Ильича Чайковского.
- 1936—1950 — Свердловское областное музыкальное училище им. П. И. Чайковского
- 1950—1953 — Свердловское республиканское музыкальное училище им. П. И. Чайковского
- 1953—1991 — Свердловское государственное музыкальное училище им. П. И. Чайковского
- 1991—1995 — Музыкальное училище им. П. И. Чайковского
- 1995-н.в. — Свердловское областное музыкальное училище им. П. И. Чайковского[5]

## Руководители
- 1916—1919 — Лазарев, Борис Матвеевич
- с 1912 по 1929 гг. на посту директора сменилось 12 человек[6]
- 1932—1935 — Лободин, Филипп Прохорович[7]
- 1935 (май-ноябрь) — Афанасьев, Георгий Владимирович
- ?-??.01.1938 — Радонежский, Анатолий Васильевич
- ??.01.1938 — 01.07.1942 — Афанасьев, Георгий Владимирович[4]
- 01.07.1942 — 1943 — Толпин Ефим И.
- 1944 — В. Г. Горохов
- 04.03.1944—1948 — Рожновский, Лев Павлович[4]
- 1948-? — Шишенин, Леонид Данилович
- ?-19.03.1957 — Щепилло Николай Арсентьевич
- 1958—1960 — Гурьев Юрий Николаевич
- 1961—1989 — Турченко, Владимир Иванович[8]
- 1989—2013 — Пастухов, Виктор Григорьевич[9]
- 2013—н.в. — Важенин, Александр Николаевич[10]

## Зал Маклецкого
Большой концертный зал училища — зал Маклецкого.
Осенью 2004 года состоялось торжественное открытие зала после длительного ремонта и реставрации, в ходе которых были бережно сохранены все акустические особенности проекта архитектора Дютеля, в ноябре 2004 года при содействии губернатора Эдуарда Росселя, правительства Свердловской области и «Евраза» были приобретены два концертных рояля гамбургского филиала американской фирмы «Steinway & Sons». С этого момента зал функционирует ежедневно, только в 2005 году в зале состоялось более ста концертов, проводятся репетиции, зачёты, экзамены. За последние два года[уточнить] зал принял несколько крупнейших конкурсов: Международный конкурс трубачей им. В. И. Щёлокова, Международный конкурс пианистов «Русский сезон в Екатеринбурге», Открытый региональный конкурс исполнителей народной песни им. Л. Л. Христиансена, Демидовский международный юношеский конкурс скрипачей «ДеМЮКС».

## Деятельность
Училище располагается по адресу Первомайская ул., д. 22.
Действуют десять отделений:
- теория музыки,
- хоровое дирижирование,
- инструменты эстрадного оркестра (саксофон, труба, тромбон, фортепиано, гитара, бас-гитара, ударные),
- эстрадное пение,
- инструменты народного оркестра (аккордеон, баян, гусли, домра, балалайка, гитара),
- духовые и ударные инструменты (кларнет, флейта, гобой, фагот, саксофон, труба, валторна, тромбон, туба, ударные),
- оркестровые струнные инструменты (скрипка, альт, виолончель, контрабас, арфа),
- фортепиано,
- сольное и хоровое народное пение,
- академическое пение.

По состоянию на 2013 год обучается 400 студентов, ведётся обучение игре более чем на 40 музыкальных инструментах. Педагогический коллектив училища состоит из 210 преподавателей. Среди преподавателей есть лауреаты всероссийских и международных конкурсов, заслуженные и народные артисты РФ, доктора наук.
Училище имеет четыре оркестра (симфонический, духовой, народный, эстрадный), четыре хоровых коллектива, унисон скрипачей, различные ансамбли. Квартет «Pro-jazz» (художественный руководитель — лауреат международных конкурсов Сергей Пронь), ансамбль «Мандолинисты Екатеринбурга» (художественный руководитель — заслуженный работник культуры В. Жданов) выступали на международном уровне.
За 90 лет своего существования училище выпустило несколько тысяч музыкантов. Выпускники училища работают более чем в 40 странах мира, в десятках городов России. Среди выпускников — народные и заслуженные артисты СССР и РФ, заслуженные деятели искусств и культуры, лауреаты международных и всероссийских конкурсов, доктора и кандидаты наук, профессора и доценты ВУЗов. Многие выпускники училища стали солистами российских и европейских театров, национальных оркестров России, Европы и Америки. Среди выпускников — руководители учебных заведений, учреждений искусства и культуры.

## Известные преподаватели и выпускники
- См. Категория:Преподаватели Свердловского музыкального училища им. П. Чайковского
- См. Категория:Выпускники Свердловского музыкального училища им. П. Чайковского